# Gate Theatre
Le Gate Theatre, à Dublin, a été fondée en 1928 par Hilton Edwards et M. Micheál MacLiammoir, dans un premier temps en utilisant le Peacock au Théâtre de l'Abbaye. Le théâtre plus tard déménage au 1, Cavendish Row où le grand architecte irlandais Michael Scott a entrepris la rénovation afin de convertir le lieu en théâtre.
Orson Welles et James Mason commencèrent leur carrière dans ce théâtre.
En décembre 1983, la direction du Gate Theatre a été remis à Michael Colgan. En 1991, le Gate Theatre est devenu le premier théâtre de l'histoire à lancer une rétrospective des dix-neuf pièces de théâtre de Samuel Beckett. Ce festival a été répété au Barbican Centre à Londres et au Lincoln Center de New York.  